# Sad
A sad a Türk Birodalom és az azt követő sztyeppei birodalmak magas rangú tisztsége, méltósága volt, elképzelhető, hogy a címet korábbról, a jüecsiktől vették át a hsziungnuk közvetítésével. A türköknél eleve két hatalmi központ jött létre, amikor Bumin és öccse Istemi létrehozták a birodalmat. A keleti rész volt az egész birodalmat vezető Bumin kagán közvetlen uralmi területe, míg Istemi jabgu irányította a távolság miatt meglehetős autonómiával a nyugati részt, a későbbi Nyugati Türk Birodalmat. A kagán mellett volt egy helyettese a keleti részre vonatkozóan, a sad, általában a trónörökös, akit kiskagán-nak is hívnak egyes publikációk. A történészek vitatják, hogy rangban a türköknél a kagán után a sad vagy a jabgu következett-e.
A nyugati türköknél kicsit később már az akkori 8 törzsfőnök beosztásának megjelölése is sad volt, emellé viseltek olyan törzsenként eltérő címeket, mint a tudun, csor, csopan, tarkan, apa, ni-shu. Másik előforduló lehetőség volt – más sztyeppei török államoknál is – a törzsnév és a sad cím összekapcsolása címként a törzs vezetője esetén.
A kazároknál a szakrális kagán ténylegesen kormányzó helyettesét, a kagán-bég-et nevezték a keleti türkök módjára egyes források szerint isad-nak (is), akinek hatalmi jelvénye – lásd: szakrális kettős királyság - a fáklya, azaz dzsula vált a magyar gyula méltóság névadójává.